# Íjgyártó István
Íjgyártó István (teljes nevén: Íjgyártó Bálint István; Beregszász, 1963. december 26. –) kárpátaljai származású magyar államtitkár, diplomata. 2024-től magyar nagykövet Lengyelországban.

## Pályafutása
1976 óta él Magyarországon. A szentendrei Móricz Zsigmond Gimnáziumban érettségizett 1982-ben, majd az Eötvös Loránd Tudományegyetem magyar-történelem szakán diplomázott 1988-ban. 1988-90-ben a KSH Népességtudományi Kutatóintézetében dolgozott tudományos munkatársként, majd a Miniszterelnöki Hivatal kormányfőtanácsosa lett, ahonnan 1991-ben egy évet ösztöndíjasként az Egyesült Államok Kongresszusánál tölthetett. 1992-től a Határon Túli Magyarok Hivatala elemző főosztályának vezetője, majd 1998-tól az APEH tanácsadója volt. 2000. július 14-én adta át megbízólevelét, és 2004-ig töltötte be rendkívüli és meghatalmazott nagyköveti pozícióját Romániában, ahol Terényi János váltotta. 2004 és 2010 között különböző pozíciókban a Külügyminisztériumban dolgozott, elsősorban a posztszovjet térség országaival foglalkozva.
2010-től Magyarország moszkvai nagykövetsége vezetője volt (rendkívüli és meghatalmazott nagyköveti megbízólevelét 2011. február 8-án adta át). 2014-ig töltötte be az oroszországi nagyköveti posztot (Üzbegisztánban is akkreditálva), majd hazatértét követően a Külgazdasági és Külügyminisztérium kulturális diplomáciáért felelős államtitkára lett, valamint az Első Világháborús Centenáriumi Emlékbizottság, és az 1956-os Emlékbizottság állandó tagja. 2018-ban Íjgyártót kinevezték Magyarország ukrajnai nagykövetévé, megbízólevelét 2018. november 14-én adta át. Nagyköveti beosztását 2023 májusáig látta el.
2023-tól a Magyar Külügyi Intézet vezető kutatója volt.
2024 októberétől Magyarország lengyelországi nagykövete. 2024. október 3-n adta át megbízólevelét Andrzej Duda lengyel államfőnek.

## Publikációi
- Codification of minority rights. In: Minorities: the new Europe’s old issue. Ed: Ian Cuthbertson and Jane Leibowitz. Prague.New York. Boulder 1993.
- Magyarország történeti helységnévtára. Máramaros megye (1773–1808). KSH Könyvtár Bp. 1996.
- A kisebbségi jogok kodifikációjának esélyei Közép-  és  Kelet-Európában. Magyar Kisebbség 1997. 1-2.
- A kisebbségi kérdés térségünkben. In.:  Kelet-Közép-Európa az ezredfordulón. Magyar Atlanti Tanács Bp. 1999.
- A földgáz geopolitikája és Európa energiabiztonsága. Kommentár 2006/3.